# 72 Stunden – The Next Three Days
72 Stunden – The Next Three Days ist ein Thriller von Drehbuchautor und Regisseur Paul Haggis aus dem Jahr 2010. Der Film ist eine Neuverfilmung des französischen Thrillers Ohne Schuld aus dem Jahr 2008.

## Handlung
Der Mittvierziger John Brennan, Hochschuldozent am College, seine Frau Lara und ihr Sohn Luke leben in der amerikanischen Großstadt Pittsburgh. Ihr idyllisches Leben ist plötzlich zu Ende, als die Polizei Lara festnimmt, weil sie verdächtigt wird, ihre Chefin ermordet zu haben. Diese wurde mit einem Feuerlöscher erschlagen und auf dem Parkplatz von Laras Arbeitsplatz aufgefunden. Lara hatte unmittelbar vor der Tat Streit mit ihr und ein Kollege hatte kurz nach der Tat Lara im Wagen davonfahren gesehen.
Die Indizien gegen Lara sind erdrückend: Ihre Fingerabdrücke finden sich auf der Tatwaffe und das Blut der Ermordeten auf ihrem Mantel. Laras Aussage, eine Obdachlose sei wahrscheinlich auf dem Parkplatz mit ihr zusammengestoßen und fortgelaufen, ist nicht verifizierbar. Sie wird zu einer lebenslangen Gefängnisstrafe verurteilt. Solange noch Rechtsmittel ergriffen werden, ist sie im örtlichen Gefängnis untergebracht.
Fast drei Jahre später leidet Lara darunter, dass sich ihr Sohn, der sie regelmäßig mit John im Gefängnis besucht, zunehmend von ihr abwendet. John kämpft für eine Revision des Urteils, doch sein Anwalt sieht nur geringe Chancen für einen erfolgreichen Ausgang. Nachdem John seiner Frau von dieser Einschätzung berichtet hat, begeht diese einen Selbstmordversuch. Er verspricht Lara kryptisch, dass ihre Zukunft nicht in einer Gefängniszelle liegen werde.
John beginnt, minutiöse Vorbereitungen zu treffen, um seiner Frau zu einem Ausbruch zu verhelfen, ohne ihr allerdings etwas davon zu sagen. Zunächst nimmt er mit Damon Pennington Kontakt auf, der sieben Mal erfolgreich aus dem Gefängnis ausgebrochen ist und darüber ein Buch geschrieben hat. Dieser gibt ihm grundlegende Tipps für sein Vorhaben: die ganze Familie benötige neue Reisepässe mit anderen Namen, neue Sozialversicherungsnummern von echten Personen und auch einen Führerschein. Bei der Flucht müsse der innere Kontrollkreis der Stadt nach spätestens 15 Minuten durchquert sein, die Peripherie nach spätestens 35 Minuten, da Pittsburgh entsprechende Abriegelungspläne für den Fall von Terroranschlägen besitzt. Vor allem schärft ihm Pennington ein, dass er viel Geld benötigen werde und innerlich bereit sein müsse, brutal gegen andere Menschen vorzugehen, die ihn zufällig bei der Flucht behindern könnten.
John informiert sich im Internet über die Anfertigung von Schlagschlüsseln. Als er während eines Besuchs im Gefängnis versucht, einen solchen Schlüssel bei einem Aufzug einzusetzen, bricht dieser ab und es wird Alarm ausgelöst. John wird, wie alle Besucher, befragt, man kann ihm aber nichts nachweisen. Sein Versuch, über kleine Drogenhändler zu Ausweisen zu kommen, endet damit, dass er verprügelt und ausgeraubt wird, bringt ihn aber mit einem Ganoven in Kontakt, der ihm schließlich gefälschte Pässe und einen Führerschein verschafft. Mittlerweile ist auch die Kriminalpolizei auf ihn aufmerksam geworden, da er als Ehemann einer verurteilten Mörderin sein Haus zum Verkauf angeboten hat.
Johns Geldmittel werden langsam knapp. Seine Möbel sind verkauft und sein Haus hat zwar einen Käufer gefunden, die Abwicklung dauert aber einige Zeit und Lara soll nach dem abgewiesenen Berufungsantrag bereits in den nächsten drei Tagen in ein anderes Gefängnis verlegt werden. Um schnell an Geld zu kommen, folgt John einem Drogendealer zu einem Haus, wo Crystal-Meth produziert wird, und verlangt von ihm mit Waffengewalt seine Drogengelder. Der Überfall endet damit, dass John den Dealer in Notwehr erschießt und die gebunkerten Drogengelder an sich nimmt. Dessen Komplize, den er angeschossen hatte, stirbt in Johns Auto, als ihn dieser ins Krankenhaus bringen will. John legt die Leiche an einer Bushaltestelle ab. Auf dem Weg hatte er eine Mülltonne gerammt, und das zerbrochene Rücklicht seines Toyota Prius, der auf seine Frau zugelassen ist, ist eine Spur für die Mordkommission, die feststellt, dass nur zwei aktenkundige Straftäter aus Pittsburgh Halter dieses Kfz-Typs sind.
Die Tatsache, dass Lara Diabetiker ist, bringt John auf die Idee, bei einem Laborunternehmen anzusetzen, das im Gefängnis Blutproben nimmt und Laborergebnisse anliefert. Er sucht im Lieferwagen der Firma Laras Blutbefund heraus, fotografiert ihn und stellt eine Fälschung mit dramatisch schlechteren Blutwerten her. Bei der nächsten Transportfahrt tauscht er die Fälschung gegen den echten Befund aus und zerstört die Telefonverbindung zum Labor. Als der Befund im Gefängnis eintrifft, wird Lara sofort per Rettungswagen und Polizeieskorte ins Krankenhaus eingeliefert. John folgt dem Wagen, dringt in das Krankenzimmer ein und bedroht mit seiner Pistole die Begleitpolizisten. Nur knapp entkommt er mit seiner Frau dem Polizeiaufgebot, das zum Krankenhaus beordert wurde, nachdem die Mordermittler Johns Haus verlassen vorgefunden hatten und eine Befreiungsaktion vermuten. Auf dem Weg zur U-Bahn werden John und Lara erkannt, können aber nach einer dramatischen Verfolgungsjagd mit dem in der Nähe der U-Bahn geparkten Toyota abermals entkommen.
Die Kriminalpolizei stellt in Johns Mülltonne einen Sack mit Postern, Bildern und Anmerkungen zu seinem Befreiungs- und Fluchtplan sicher, den er einfach zerknüllt und weggeworfen hatte, und versucht daraus den Fluchtweg und das Fluchtziel zu rekonstruieren. Am Vormittag vor der Befreiungsaktion hatte John seinen Sohn zu einem Kindergeburtstag gebracht. Als er und Lara ihn abholen kommen, erfahren sie, dass die Kinder den Tiergarten in der Stadt besichtigen, und sie müssen ihn daraufhin dort abholen. Da John damit rechnet, dass an den Ausfallstraßen nach einem Elternpaar mit Kind gefahndet wird, lädt er ein älteres Ehepaar zur Mitfahrt ein. Auf diese Weise kommt er unbehelligt durch die Kontrollen. Das Bild des Präsidentenpalastes von Haiti unter Johns weggeworfenen Sachen verleitet die Kriminalbeamten zur Annahme, dass Haiti das Fluchtziel ist, und sie lassen den einzigen Flug des Tages nach Haiti kontrollieren. Die drei Flüchtenden entkommen inzwischen mit einem gebuchten Flug nach Caracas in Venezuela. Wie sich herausstellt, hat John absichtlich seine Notizen manipuliert und für die Polizei leicht auffindbar weggeworfen, um diese auf eine falsche Fährte zu locken.
Johns Vater wird gezeigt, wie er einen Atlas aufschlägt und nach der Karte von Venezuela sucht. Als er sie findet, lehnt er sich lächelnd zurück.
Der zuständige Ermittler sieht sich die Mordakte von Lara noch einmal an. Am Tatort sucht er im strömenden Regen nach einem abgerissenen Knopf, den Lara erwähnt hatte. Er soll der wahren Mörderin gehören und könnte Laras Unschuld beweisen. Der Knopf befindet sich tatsächlich in einem Gully, wird aber vom Ermittler übersehen und beim Herabsenken des Deckels endgültig weggespült.

## Kritiken
„Sie [Elizabeth Banks] und der gewohnt überzeugende, zurückhaltend agierende Crowe sind ein glaubwürdiges Paar in einem Familien- und Liebesdrama, das sich in der zweiten Stunde zum Thriller mit unwiderstehlichem Spannungssog entwickelt und dabei bei eigentlich vertrauten Reaktionsmustern nicht nur die Flüchtenden, sondern auch ihren Verfolger, einen aufmerksamen Cop, smart aussehen lässt.“

„Mit dem schleppenden ersten Teil kontrastiert die zweite Filmhälfte, in der ‚72 Stunden – The Next Three Days‘ zu einem adrenalingeladenen Actionthriller wird. Obwohl auch hier teilweise mit unnötigen, unwahrscheinlichen Elementen zusätzlich Spannung erzeugt wird, stellt Paul Haggis unter Beweis, dass er einen Actionfilm handwerklich inszenieren kann: Der von der rastlosen Filmmusik von Danny Elfman und Alberto Iglesias unterstützte, sorgfältige Schnitt lässt einerseits den Zuschauer bei der Parallelmontage den Überblick in keinem Augenblick verlieren, erzeugt andererseits genretypische Spannung, ob das waghalsige Unternehmen gelingen wird. Trotz logischer Unstimmigkeiten und inszenatorischer Schwächen besticht jedoch in ‚72 Stunden – The Next Three Days‘ das Psychogramm seiner Hauptfigur, die zudem von Russell Crowe mit zurückgenommenem Spiel verkörpert wird. Crowes John Brennan überzeugt als Durchschnittsbürger, der aus Liebe zu seiner Familie über sich hinauswächst, als Jedermann, der es mit seinem unbedingten Willen schafft, aus der ausweglosen Lage herauszubrechen.“

„The Next Three Days ist ein spannender Mix aus Drama und Thriller, verliert jedoch einige Plausibilitätspunkte. […] Schliesslich, und das beweist uns allen voran ein meisterhafter Russell Crowe, ist und bleibt es ein Film, der durchaus unterhält.“

„Wie schon das Original lässt sich auch ‚L.A. Crash‘-Regisseur Paul Haggis in seiner zweistündigen Inszenierung extrem viel Zeit für die Planung der Verzweiflungstat. […] Erst im letzten Drittel, in den titelgebenden drei Tagen, nimmt ‚72 Stunden‘ zunehmend Fahrt auf und entwickelt sich zum packenden Thriller, der allerdings oftmals unglaubwürdig wirkt. Zwar zeugen kleinere Fehlschläge von Haggis’ realistischem Ansatz, dennoch ist völlig unklar, wie der liebende Familienvater und gutherzige Lehrer von einer auf die andere Minute zum skrupellosen Killer mutiert. Und wenn er dann noch die Polizei abhängen kann, indem er sich eine andere Jacke anzieht, macht das die Story auch nicht gerade authentischer. Wenigstens täuscht das zurückhaltende Spiel von Crowe […] und Banks […] ein wenig über die hinkende Geschichte hinweg. Die Beantwortung der Frage, ob Laura (sic!) die Tat nun begangen hat oder nicht, hätte man sich nach all dem Trouble aber auch gut und gern schenken können. Fazit: Etwas weit hergeholtes, dafür hervorragend besetztes Kriminaldrama, das erst im letzten Drittel fesselt.“

„Remake eines französischen Thrillers, das den Schwerpunkt auf den moralischen Konflikt der Hauptfigur legt. Die nicht gerade glaubwürdige Geschichte nimmt sich mitunter entschieden zu ernst, versteht es aber, mit vielen Winkelzügen und einem scharfen Auge für Details die Vorgänge spannend und interessant zu halten.“

Bei Metacritic erreicht der Film einen Metascore von 52 %. Von den bei Rotten Tomatoes gesammelten Filmkritiken fallen 50 % positiv aus. (Stand Juni 2021)

## Veröffentlichung
Nach der Premiere des Films am 9. November 2010 in New York City startete der Film am 19. November 2010 in den US-amerikanischen Kinos. In Deutschland hatte er seine Leinwandpremiere am 20. Januar 2011. Österreichischer Filmverleih ist Elmo Movieworld, der deutsche Filmverleih ist Kinowelt. Bei einem Budget von ca. 30 Mio. US-Dollar spielte der Film an den Kinokassen weltweit ca. 67,5 Mio. US-Dollar ein.